# Banda Osiris

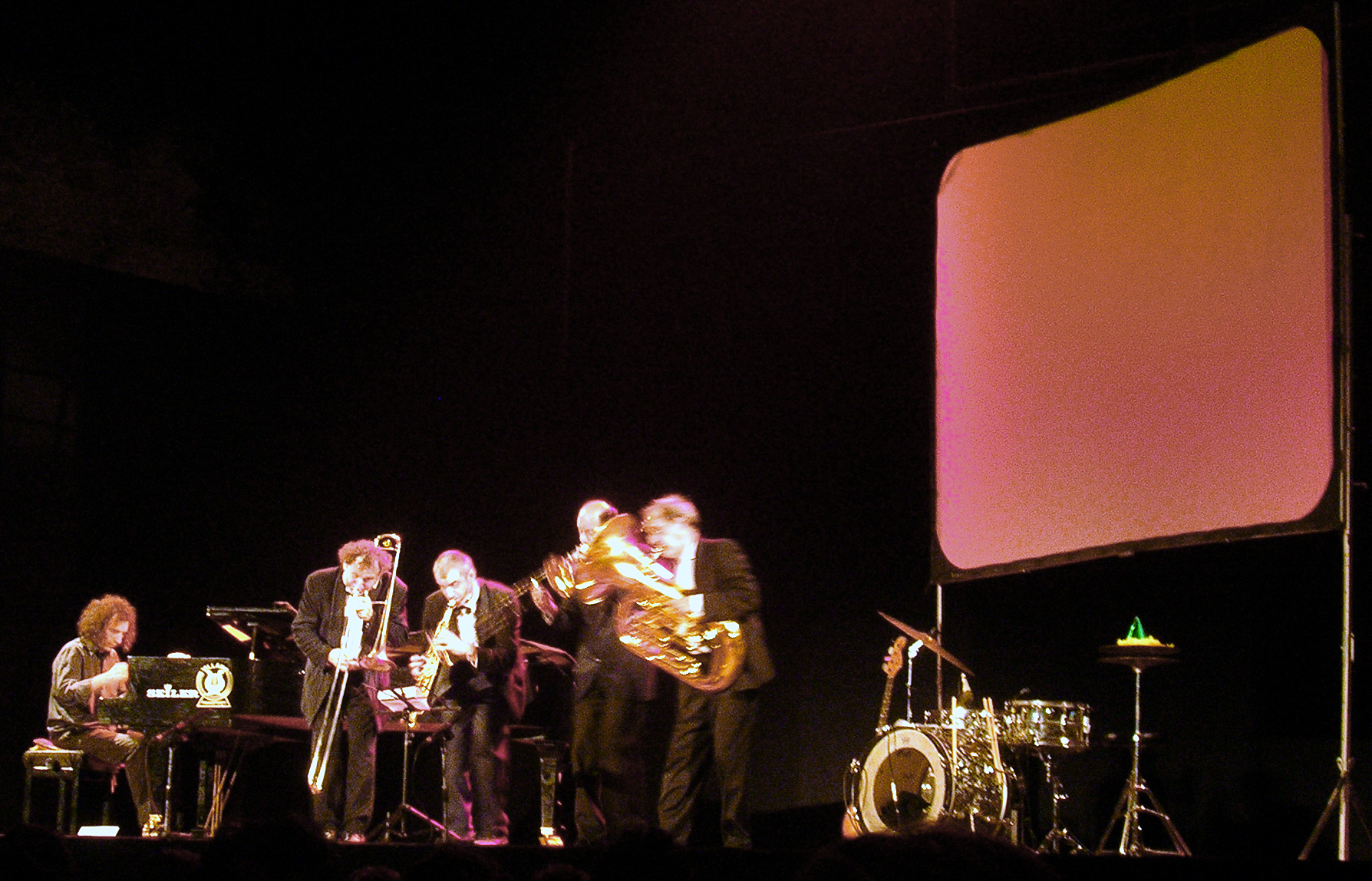
La Banda Osiris con Stefano Bollani in concerto a Torre del Greco, nel 2005.

La Banda Osiris è un gruppo musicale italiano fondato a Vercelli nel 1980 dai fratelli Gianluigi e Roberto Carlone, da Giancarlo Macrì e Mario Sgotto. Il nome è un omaggio a Wanda Osiris.

## Storia
Sgotto abbandonerà nel 1986, venendo sostituito dal toscano Sandro Berti.
Il gruppo è famoso, oltre che per la partecipazione al programma di Rai 3 Parla con me e al programma su Rai 1 Pista! anche per i suoi spettacoli teatrali, e per aver composto le sigle dei programmi di Rai Radio Due Caterpillar e Catersport. Su Radio Rai hanno condotto Una finestra sul mondo della musica (1988) e Banda Osiris gran turismo (1992).
Nell'ottobre 2006 è uscito il loro CD Banda.25, a cui hanno partecipato Petra Magoni, Fiorello, Tiziano Scarpa, Riccardo Tesi, Monica Demurru, Stefano Bollani, Ska-J e Frankie hi-nrg mc.
Nel 2007 hanno suonato nel brano "Ognuno pensi per sè", dodicesima e ultima traccia dell'album "Sono un genio ma non lo dimostro" del cantautore salentino Rudy Marra.
Nel maggio 2012 si esibiscono a Musica da Bere, dove vengono premiati con la Targa alla Carriera.

## Formazione
- Gianluigi Carlone: voce, flauto, sax soprano
- Roberto Carlone: basso, tastiera, trombone
- Giancarlo Macrì: percussioni, basso tuba
- Sandro Berti: chitarra, mandolino, trombone

## Discografia

### Album

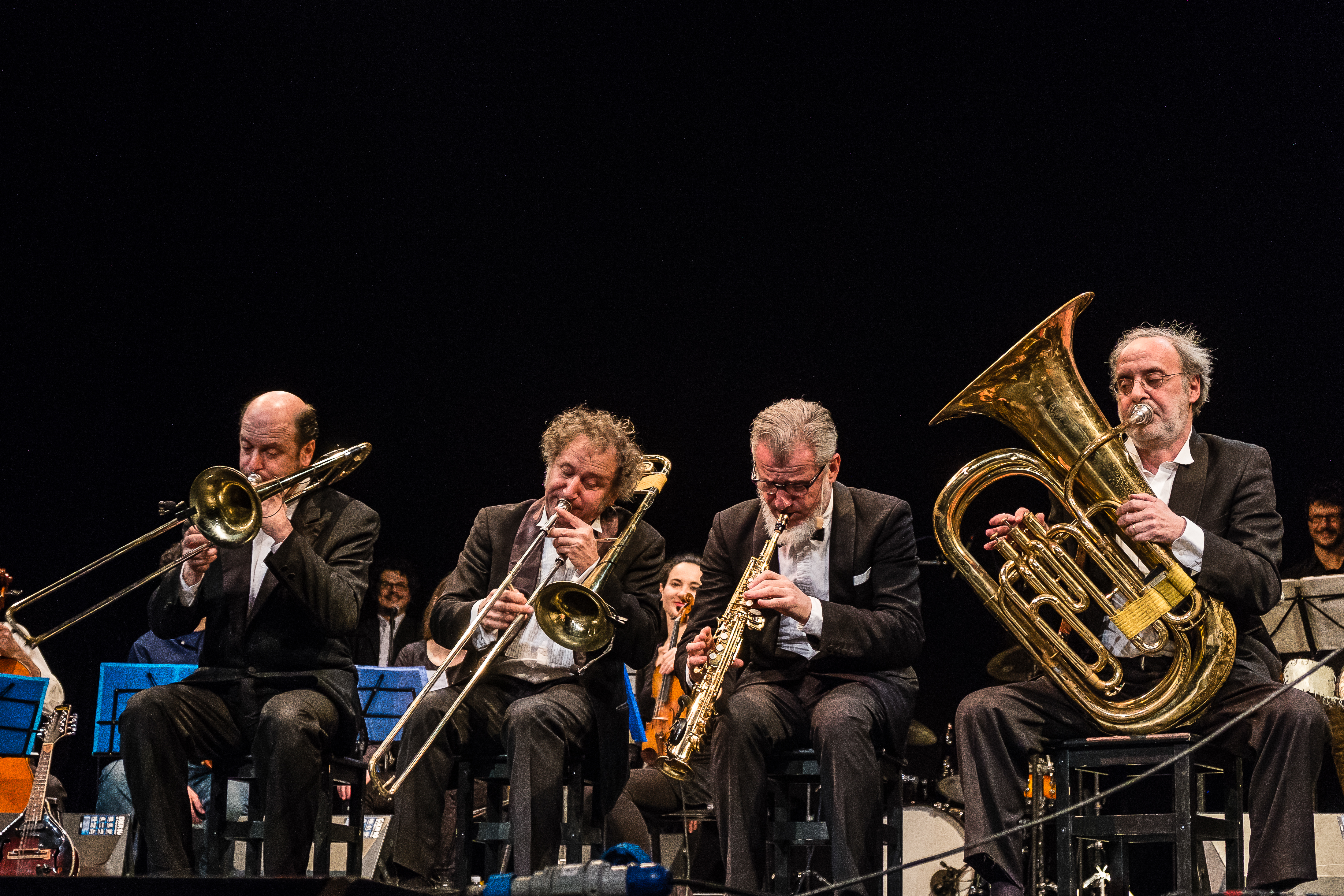
Banda Osiris Milano 2016

- 1987 – Volume 1.2.3.4.5.6.7.8.9.10.11.12 (Esagono Record, EG 101)
- 2000 – Colonne sonore
- 2002 – Amore con la S maiuscola
- 2002 – L'imbalsamatore
- 2004 – Primo amore
- 2005 – Tartarughe sul dorso
- 2005 – Il cinema di Matteo Garrone
- 2006 – Anche libero va bene
- 2006 – Banda.25

### DVD
- 2007 – Banda 25 - Lo spettacolo
- 2007 – Guarda che luna!

## Riconoscimenti
Con la colonna sonora del film Primo amore di Matteo Garrone ricevono diversi premi e riconoscimenti:
- Orso d'argento, Festival di Berlino
- David di Donatello
- Pegaso d'oro
- Premio Flaiano
- Globi d'oro
- Ravello Film Festival